# کرومبی
کرومبی (انگلیسی: Crombie) شرکت پوشاک بریتانیایی است، که در سال ۱۸۰۵ تأسیس شد.